# نيكاراغوا
نيكاراغوا ورسميًا جمهورية نيكاراغوا (بالإسبانية: República de Nicaragua) هي أكبر دول أمريكا الوسطى حيث تبلغ مساحتها 130,375 كيلومتر مربع، يحدها من الشمال الهندوراس، ومن الجنوب كوستاريكا، ومن الغرب المحيط الهادي، ومن الشرق بحر الكاريبي وحدود بحرية مشتركة مع السلفادور من الغرب، عاصمتها مدينة ماناجوا، رابع أكبر مدينة في أمريكا الوسطى، ويبلغ عدد سكانها 1،055،247 نسمة اعتبارًا من عام 2020. تُعرف نيكاراجوا باسم "سلة خبز أمريكا الوسطى" نظرًا لامتلاكها لأخصب تربة وأراضي صالحة للزراعة في أمريكا الوسطى بأكملها. ونيكاراغوا ثالث أكبر دولة من حيث عدد السكان في أمريكا الوسطى بعد غواتيمالا وهندوراس، حيث ويبلغ عدد سكانها 7,142,529 نسمة اعتبارًا من عام 2024.
بدأ الأسبان الوصول إلى ما يُعرف حالياً بنيكاراغوا، في بداية العشرينيات من القرن السادس عشر الميلادي حيث استعمرتها إسبانيا عام 1522 م. وحصلت نيكاراغوا على استقلالها من أسبانيا عام 1821. وأصبحت الدولة جمهورية مستقلة في عام 1838. بحلول عام 1978، كانت معارضة شديدة للحكومة وسياساتها، الاقتصادية والسياسية، قد سرت بين مختلف طبقات الشعب، كانت نتيجتها حرب أهلية، أتت بجماعات الساندينستيين الماركسيين إلى السلطة، عام 1979. وساندت هذه السلطة الجديدة المتمردين في السلفادور، ما جعل الولايات المتحدة الأمريكية ترعى جماعات الكونترا، المناهضة للساندينستيين، وتساندها في حربها عليهم، خلال معظم الثمانينيات. وفي عام 1990، جرت انتخابات حرة، انهزم فيها الساندينستيون، الذين انهزموا، مرة أخرى، في انتخابات 1996، و2001. ولكن تصويت عام 2006 أظهر عودة الرئيس الساندنستاني السابق دانيال أورتيجا سافيدرا. وقد تعرض الاقتصاد والبنية لنيكاراغوا إلى صدمة شديدة جراء الحرب الأهلية المبكرة وإعصار ميتش عام 1998، ويجري إعادة البناء ببطء. سكان نيكارجوا من عناصر المستيزو (خليط من الهنود والأسبان) وهناك أقلية افريقية، وأقلية من الهنود والأوروبين. يتركز السكان في الغرب وحول بحيرة ماناجوا. اللغة السائدة والرسمية هي الأسبانية.
على الرغم من كونها جمهورية رئاسية موحدة اسميًا، فقد شهدت نيكاراجوا تراجعًا ديمقراطيًا كبيرًا منذ عام 2006 تحت رئاسة دانييل أورتيغا، مما أدى إلى احتجاجات كبيرة في عام 2018 وقمع لاحق. بعد انتخابات عام 2021، وُصفت على نطاق واسع بأنها دكتاتورية استبدادية. إنها دولة نامية ولديها ثاني أدنى نصيب للفرد في الناتج المحلي الإجمالي (الاسمي) وثالث أدنى نصيب للفرد في الناتج المحلي الإجمالي (تعادل القوة الشرائية) بين دول أمريكا اللاتينية ومنطقة البحر الكاريبي. في عام 2023، تم تصنيف نيكاراجوا على أنها ثاني أكثر دولة فسادًا في أمريكا اللاتينية، بعد فنزويلا، من قبل مؤشر مدركات الفساد.

## التاريخ

### الثورة النيكاراغوية (1960 - 1990)

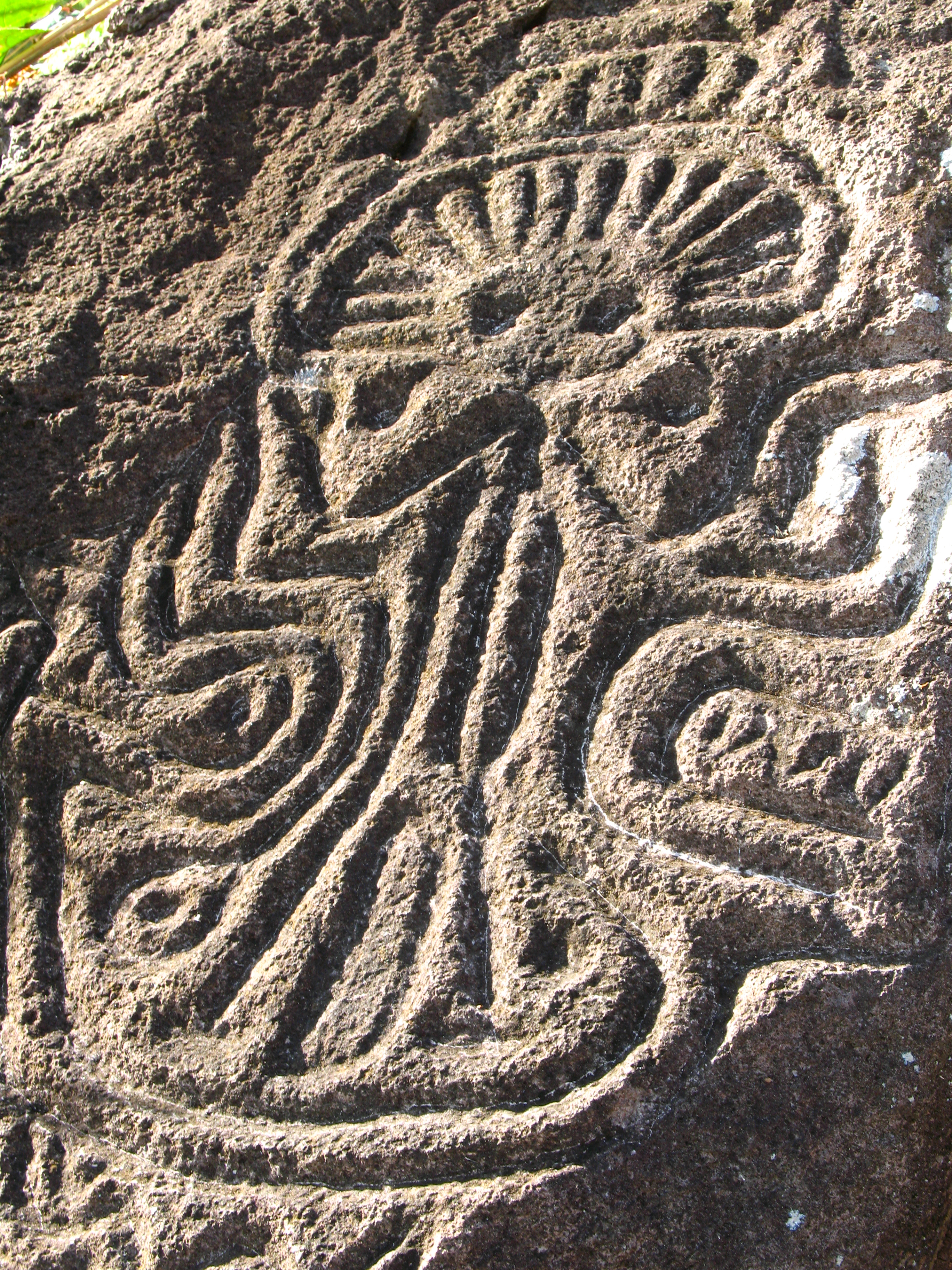
نقش صخري قديم في جزيرة أوميتيبي

سكن الهنود القدماء لأول مرة ما يُعرف الآن باسم نيكاراجوا منذ عام 12000 قبل الميلاد. وفي وقت لاحق من عصور ما قبل كولومبوس، كان سكان نيكاراجوا الأصليون جزءًا من المنطقة الوسيطة،: 33  بين المناطق الثقافية في أمريكا الوسطى والأنديز، وداخل تأثير المنطقة البرزخية الكولومبية. كانت المنطقة الوسطى في نيكاراجوا وساحلها الكاريبي مأهولة بمجموعات عرقية تتحدث لغة ماكرو شيبشان مثل ميسكيتو وراما ومايانجنا وماتاغلبا.: 20  وقد اندمجوا في أمريكا الوسطى وهاجروا من وإلى شمال كولومبيا الحالية والمناطق المجاورة.

#### قضية نيكاراغوا ضد الولايات المتحدة
في مطلع ثمانينيات القرن العشرين تعرضت نيكاراغوا لتدخل عسكري من قبل الولايات المتحدة بحجة مساعدتها للثوار في السلفادور، ورفعت نيكاراغوا النزاع إلى محكمة العدل الدولية التي قضت في ما عرف بقضية نيكاراغوا ضد أمريكا لصالح نيكاراغوا وتم تغريم الولايات المتحدة ما قدره 12 مليار دولار رفضت أمريكا القرار وامتنعت عن تنفيذه، وسحبت اعترافها الملزم بالمحكمة.

## جغرافيا

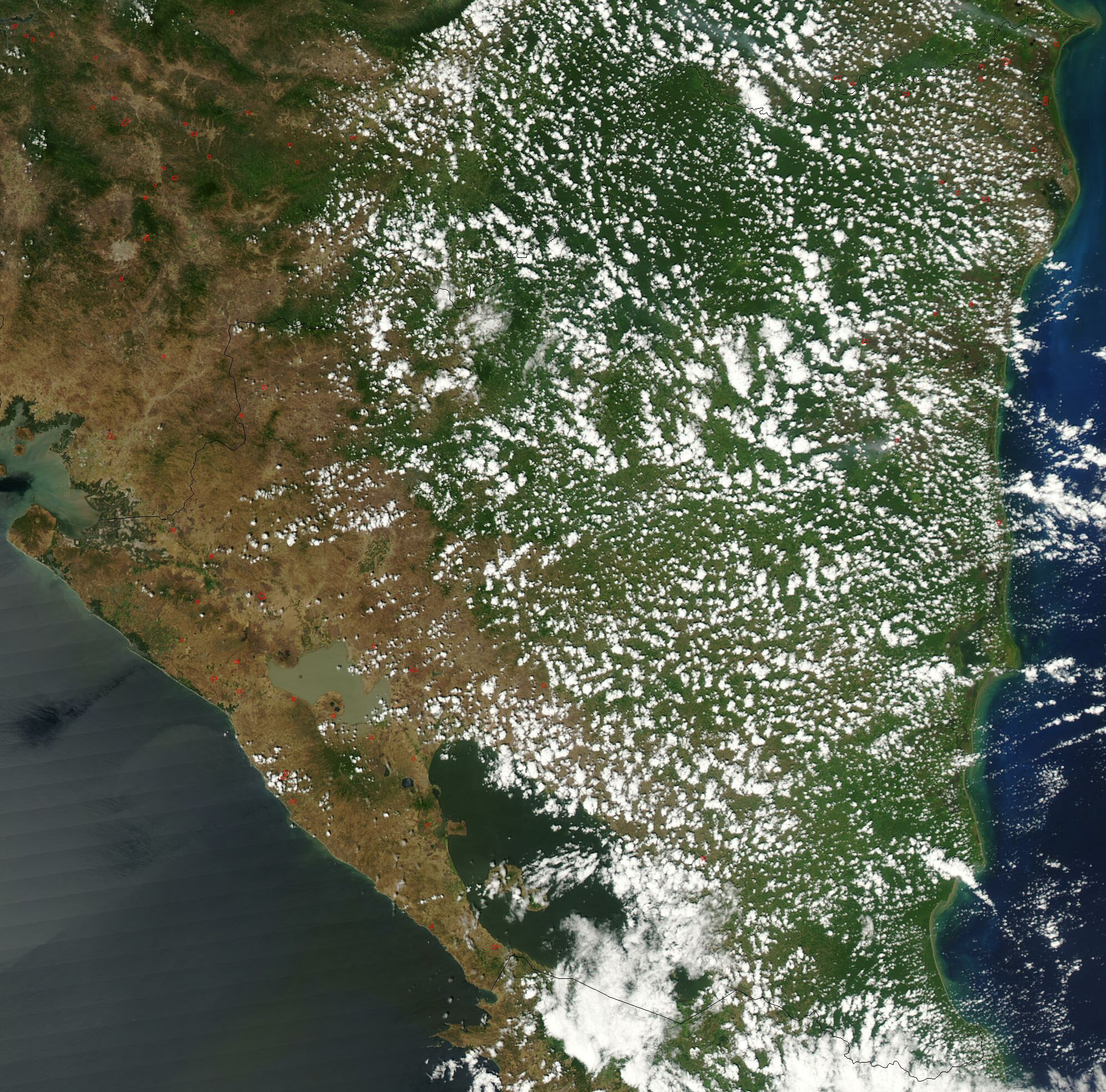
صورة فضائية لنيكاراغوا

تبلغ مساحة نيكاراجوا 130.967 كيلومترًا مربعًا، مما يجعلها أكبر قليلًا من إنجلترا. وتتكون نيكاراجوا من ثلاث مناطق جغرافية طبيعية مميزة: سهول منخفضة تطل على المحيط الهادي تكسوها الغابات، ومرتفعات تسير في وسطها من الشمال إلى الجنوب، والقسم الثالث سهول منخفضة في الشرق على البحر الكاريبي، ومناخها من الطراز المداري، تعتدل حرارته على المرتفعات في الوسط وترتفع فوق السهول المنخفضة، وتسقط عليها أمطار غزيرة خصوصًا على ساحل البحر الكاريبي.

### التضاريس
تتكون نيكاراغوا من ثلاثة أقاليم طبيعية:
- إقليم المحيط الهادي: وهو إقليم منخفض، يمتد من هندوراس إلى كوستاريكا. وفي هذا الإقليم المنخفض عدة براكين بعضها ناشط. وتوجد في الجزء الأوسط والجزء الجنوبي منه، بحيرتا مانجاوا ونيكاراغوا، على التوالي. وترتفع بمحاذاة ساحل المحيط الهادي، جبال يصل ارتفاعها إلى 910 متر، كما توجد به أكبر مدن نيكاراغوا.
- إقليم المرتفعات الوسطى: يعد هذا الإقليم هو أعلى المناطق وأبردها في نيكاراغوا. وهو يقع على سلسلة جبال كوردييرا إيزابيلا. وتغطي الغابات معظم المنحدرات في المنطقة، وتوجد وديان سحيقة بين جبالها.
- الإقليم الكاريبي: هو سهل منبسط، فيه بعض المرتفعات، التي تزداد ارتفاعاً، في اتجاه الغرب. ويجري في هذه السهل أنهار عديدة، تظهر في المرتفعات الوسطى. وتوجد على ضفاف هذه الأنهار الأراضي الوحيدة الصالحة للزراعة في نيكاراغوا. وتغطي الغابات التي تعتمد على الأمطار معظم الإقليم. وفي الأجزاء الشمالية من الإقليم، توجد مراعٍ، وعدد من الجزر الصغيرة، مقابل الساحل.

### المناخ

خريطة تصنيف كوبن للمناخ في نيكارجوا.

مناخ نيكاراغوا مداري في المناطق المنخفضة، شديد البرودة في المناطق المرتفعة، بصفة عامة. يزيد معدل المطر السنوي الذي يسقط على بعض مناطق إقليم المرتفعات الوسطى، على 250 سم، ويبدأ الفصل المطير، في هذا الإقليم، في مايو، ويستمر حتى نوفمبر، وتراوح معدلات درجات الحرارة فيه بين 16 و21 درجة مئوية. أما الإقليم الكاريبي، فتسهم الرياح التجارية الشرقية في هطْل أمطار، يُقدر معدلها السنوي بنحو 420 سم، فيما يقدر متوسط درجة الحرارة في الإقليم، بنحو 27 درجة مئوية.

## الحكومة والسياسة
تجري سياسة نيكاراغوا في إطار جمهورية ديمقراطية تمثيلية رئاسية، حيث يكون رئيس نيكاراغوا هو رئيس الدولة ورئيس الحكومة، ونظام متعدد الأحزاب. وتمارس الحكومة السلطة التنفيذية وتناط السلطة التشريعية بكل من الحكومة والجمعية الوطنية. وتشكل السلطة القضائية الفرع الثالث للحكومة.

### العلاقات الخارجية

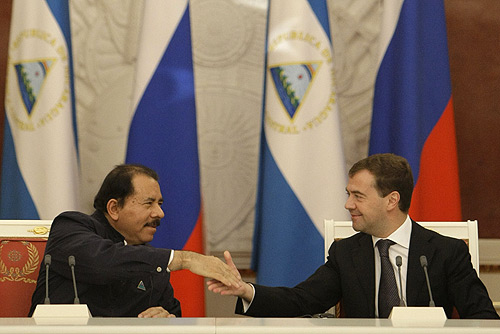
الرئيس النيكاراغوي دانييل أورتيغا مع الرئيس الروسي آنذاك دميتري ميدفيديف في موسكو عام 2008

### التقسيم الإداري
نيكاراغوا هي جمهورية مركزية، ولأغراض إدارية قسمت الدولة إلى 17 وحدة إدارية، 15 إدارة (Departamentos) وإقليمين بحكم ذاتي (Autonomous Communities) على غرار النموذج الأسباني. وتنقسم هذه الإدارة إلى بلديات (Municipalities) يبلغ عددها 153. الإقليمين إقليم جنوب الساحل الكاريبي وإقليم شمال الساحل الكاريبي يتم اختصار أسمائهما ب (RACCS) للجنوبي و (RACCN) للشمالي.
| م  | الإدارة                            | العاصمة    |
| 1  | بواكو                              | بواكو      |
| 2  | كارازو                             | خينوتيبه   |
| 3  | تشينانديغا                         | تشينانديغا |
| 4  | شونتالس                            | خويغالبا   |
| 5  | إستيلي                             | إستيلي     |
| 6  | غرناطة                             | غرناطة     |
| 7  | خينوتيغا                           | خينوتيغا   |
| 8  | ليون                               | ليون       |
| 9  | مدريز                              | سوموتو     |
| 10 | ماناغوا                            | ماناغوا    |
| 11 | مسايا                              | مسايا      |
| 12 | ماتاغلبا                           | ماتاغلبا   |
| 13 | نويفا سيغوفيا                      | أكوتال     |
| 14 | ريفاز                              | ريفاز      |
| 15 | ريو سان خوان                       | سان كارلوس |
| 16 | إقليم شمال الساحل الكاريبي المستقل | بلوي       |
| 17 | إقليم جنوب الساحل الكاريبي المستقل | بلوفيلدز   |

## الاقتصاد
يعتمد اقتصاد نيكاراغوا علي الزراعة، فحوالي 30% من مساحة البلاد صالحة للزراعة، غير أن ما يزرع بالفعل لا يتجاوز 5% من مساحة البلاد، ويعمل بالزراعة 40% من القوة العاملة، وأهم الحاصلات الاسم المنسوب لأب، القطن، وقصب السكر وتزرع الحبوب مثل الذرة، والأرز، وثروتها الحيوانية من الأبقار، والماعز، والدواب.
إنتاجها من الأخشاب بلغ حوالي 3,1 مليون متر مكعب، ومن المعادن 2,95 كيلوجرامًا من الذهب، 15 طنًا من الفضة، وأبرز صناعاتها تكرير النفط والمنسوجات القطنية.
احتلت نيكاراغوا المركز 61 في مؤشر الحرية الاقتصادية، والمركز 14 (من 29) في الأمريكتين. بينما احتلت المركز 115 في مؤشر الابتكار العالمي عام 2023. إلا إنها تراجعت إلى المركز 124 في مؤشر عام 2024.

### الأعراق

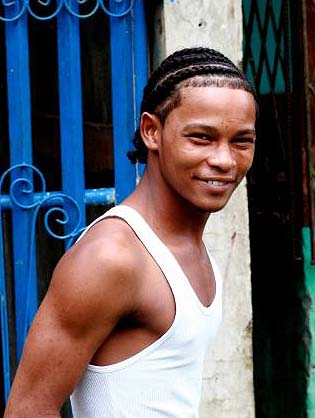
أفارقة نيكاراجوا.

## وصلات خارجية
- Visit Nicaragua
- Teaching Central America